# Jan Zadoks
Jan Carel Zadoks (Amsterdam, 6 februari 1929) is een Nederlandse botanicus en emeritus-hoogleraar in de ecologische fytopathologie (plantenziektenkunde) aan de Landbouwuniversiteit Wageningen (later Wageningen University & Research).

## Carrière
Na zijn studie biologie aan de Universiteit van Amsterdam promoveerde Zadoks cum laude aan dezelfde universiteit in 1961 op het proefschrift Yellow rust on wheat, studies in epidemiology and physiologic specialization ('Gele roest bij tarwe, onderzoek naar epidemiologie en fysiologische specialisatie').
In 1961 trad Zadoks toe tot de Landbouwhogeschool (later Wageningen University & Research - WUR), waar hij in 1969 werd aangesteld als hoogleraar in de ecologische fytopathologie. Naast zijn hoogleraarschap bekleedde hij verschillende bestuurlijke functies, zoals voorzitter (decaan) van de Faculteit der Landbouwwetenschappen bij de Landbouwhogeschool en voorzitter van de Sectie Biologie (BION) van ZWO (later Nederlandse Organisatie voor Wetenschappelijk Onderzoek - NWO). Hij was een tiental jaren lid van de Commissie genetische modificatie (COGEM), waarvan vijf jaar voorzitter van de Subcommissie Planten. Hij nam drie jaar deel aan het College Toelating Bestrijdingsmiddelen - CTB (later College voor de toelating van gewasbeschermingsmiddelen en biociden, CTGB).
Zadoks ging in 1994 met emeritaat.

## Onderwijs
Zadoks ontwikkelde de eerste cursus ter wereld in de epidemiologie van plantenziekten (voor zover bekend) waarbij de studenten ook laboratorium-onderzoek en veldwerk deden. Ook zette hij cursussen op als 'Genetica van resistentie', 'Gewasbescherming en maatschappij', 'Schade' en 'Aerobiologie'. De eerste cursus vormde de basis voor het leerboek 'Epidemiology and plant disease management' ('epidemiologie en plantenziektenbeheersing').

## Onderzoek
In zijn vroege onderzoek richtte Zadoks zich op gele roest van tarwe en andere schimmelziekten (mycosen) bij planten. Zijn in 1974 gepubliceerde schaal voor de ontwikkelingsstadia van granen (een methode om objectief het groeistadium vast te stellen) werd internationaal erkend als standaard, onder andere gebruikt door de Voedsel- en Landbouworganisatie van de Verenigde Naties (FAO) en de International Union for the Protection of New Varieties of Plants (UPOV (de internationale unie voor de bescherming van nieuwe variëteiten van planten). De schaal kwam bekend te staan als de 'Zadoks schaal' (zie ook de Engelstalige Wikipedia). Hij ontwikkelde dynamische simulatie-modellen voor epidemieën van plantenziekten. Hij initieerde het computersysteem EPIPRE, een waarschuwingssysteem voor ziekten (en plagen) bij tarwe. Later raakte hij betrokken bij onderzoek naar haardvorming bij plantenziekten en naar alternatieve landbouw. Na zijn emeritaat publiceerde hij over de geschiedenis van de fytopathologie.

## Internationale landbouw
In 1969 richtte Zadoks de 'European and Mediterranean Cereal Rust Foundation' op (de 'Europese en Mediterrane Graanroest Stichting'). Hij voerde advies- en evaluatiemissies uit voor de Voedsel- en Landbouworganisatie van de Verenigde Naties (FAO), CGIAR (Consultative Group for International Agriculture) en voor Nederlandse, Franse en Zwitserse overheidsinstellingen, gericht op schadebepaling bij verziekte gewassen, resistentie, geïntegreerde gewasbescherming (IPM) en onderwijs. Hij was veertien jaar lid van het FAO expert-panel voor geïntegreerde bestrijding van plantenziekten (IPM). Hij organiseerde in 1995 het achtste International Plant Protection Congress (IPPC) van de International Association for the Plant Protection Societies (IAPPS) in Den Haag.

## Collectie Sinterklaas-pakpapier
Zadoks bouwde in ruim vijftig jaar een collectie van Sinterklaas-pakpapier op van 1600 exemplaren. Deze verzameling is ondergebracht bij de afdeling 'Bijzondere Collecties' van de Universiteitsbibliotheek van Amsterdam.

## Erkenning en prijzen
| Jaar | Organisatie                                                             | erkenning/prijs |
| ---- | ----------------------------------------------------------------------- | --- |
| 1979 | International Association for the Plant Protection Societies            | Adventurers in Agricutural Science Award of Distinction (tijdens het International Plant Protection Congress (IPPC), Washington) |
| 1980 | Koninkrijk der Nederlanden                                              | Officier in de Orde van Oranje-Nassau                                                                                            |
| 1993 | Koninkrijk der Nederlanden                                              | Ridder in de Orde van de Nederlandse Leeuw                                                                                       |
| 1994 | American Phytopathological Society                                      | Fellow |
| 2002 | Koninklijke Nederlandse Plantenziektekundige Vereniging (KNPV)          | KNPV-prijs |
| 2005 | Sveriges lantbruksuniversitet (de Zweedse landbouwuniversiteit Uppsala) | Eredoctoraat in de landbouwwetenschappen                                                                                         |
| 2012 | International Association of Plant Protection Societies (IAPPS)         | Erelidmaatschap |
| 2016 | Koninklijke Nederlandse Plantenziektekundige Vereniging (KNPV)          | Erelidmaatschap |

## Boeken

### Wetenschappelijk werk
- 1979 - Epidemiology and plant disease management (ISBN 9780195024517) - met R.D. Schein
- 2005 - Sea lavender, rust and mildew. A perennial pathosystem in the Netherlands (ISBN 9789076998596)
- 2008 - On the political economy of plant disease epidemics. Capita selecta in historical epidemiology (ISBN 9789086860869)
- 2013 - Crop protection in medieval agriculture. Studies in pre-modern organic agriculture (ISBN 9789088901874)
- 2014 - Black shank of tobacco in the former Dutch East Indies, caused by Phytophthora nicotianae  (ISBN 9789088902833)

### Ander werk
- Sinterklaas verpakt - Vijftig jaar Sint Nicolaas inwikkelpapier. Zadoks, Utrecht (2010), pp. 127. ISBN 9789081112574. Gearchiveerd op 18 april 2023.
- Ter lering van de kinderen - Een opvoedkundig werkje uit de 18e eeuw. Zadoks, Utrecht (2021), pp. 76. ISBN 9789492649119. Gearchiveerd op 30 mei 2023. Dit boek is een hedendaagse vertaling van De civilitate morum puerilium (Latijn; Nederlands: Goede manierlijcke seden, Hoe die Jonghere gaen, staen, eten, drincken, spreken, swijghen, ter tafelen dienen, ende die spijse ontghinnen sullen) van Desiderius Erasmus; als basis is de vele malen bewerkte Franse versie van het boek uit 1764 gebruikt, met de titel La civilité puerile et honneste pour l’instruction des enfans. Deze uitgave uit 2021 is vertaald, bewerkt en ingeleid door Zadoks.[20]